# Parantica pedonga
Parantica pedonga är en fjärilsart som beskrevs av Fujioka 1970. Parantica pedonga ingår i släktet Parantica och familjen praktfjärilar. Inga underarter finns listade i Catalogue of Life.